# Toroderoides wiesneri
Toroderoides wiesneri is een keversoort uit de familie bladkevers (Chrysomelidae). De wetenschappelijke naam van de soort werd in 1998 gepubliceerd door Doeberl.